# Hilda-Maria Lander
Hilda-Maria Lander (* 29. September 1934 in Hittisweiler; † 3. März 2018) war eine deutsche Pädagogin und Sozialpädagogin sowie Professorin der Technischen Hochschule Nürnberg Georg Simon Ohm.

## Leben
Lander besuchte von 1941 bis 1945 die Volksschule in Kirchheim unter Teck, anschließend bis 1951 das dortige Gymnasium, schließlich bis 1952 die Höhere Handelsschule in Esslingen am Neckar. Nach einer kurzen Tätigkeit beim Bischöflichen Jugendamt der Diözese in Wernau war sie von 1952 bis 1958 Sekretärin im dortigen Bürgermeisteramt. Von 1958 bis 1960 absolvierte sie eine Ausbildung zur Sozialarbeiterin an der Katholischen Sozialen Frauenschule Freiburg im Breisgau des Deutschen Caritasverbands und wurde zeitgleich pädagogische Mitarbeiterin im Frankfurter Tanzkreis. Bis 1963 war sie anschließend Berufsschul-Fürsorgerin in Frankfurt am Main. Daran schloss sich eine einjährige Werklehrerausbildung in Düsseldorf an, wo sie anschließend, bis 1967 Dozentin an der Höheren Fachschule für Sozialarbeit der Arbeitsgemeinschaft Sozialpädagogik und Gesellschaftsbildung e. V. (ASG) wurde. Sie wechselte als Fortbildungsdozentin zur Victor Gollancz-Stiftung und absolvierte parallel eine Ausbildung zur Supervisorin an der Akademie für Jugendfragen in Münster. 1972 nahm sie ein Studium der Erziehungswissenschaften an der Universität Frankfurt auf, das sie 1974 mit einem Diplom abschloss. Anschließend kehrte sie in ihre Funktion bei der Victor Gollancz-Stiftung zurück. 1977 promovierte sie bei Ernest Jouhy an der Goethe-Universität Frankfurt in Erziehungswissenschaft. Ab etwa 1979 war sie bis zu ihrer Emeritierung 1999 Professorin an der Hochschule Nürnberg.
Von 1982 bis 1985 war sie im wissenschaftlichen Beirat der Zeitschrift Supervision.

## Schriften
- mit Franz Palm (1976): Die Schein-Dramatik der Identitätskrise beim Lernziel: Einstellungsänderung im Bereich beruflicher Fortbildung, Supervision. In: Der Sozialarbeiter. Zeitschrift des Deutschen Berufsverbandes der Sozialarbeiter und Sozialpädagogen e.V. (3), S. 7–10.
- Demokratisierung durch Partizipationshandeln mit Hilfe des Lerninstrumentes Supervision: dargestellt am Praxisfeld Elementar-Erziehung, insbesondere Kindergartenbeirat, unveröffentlichte Dissertation, Frankfurt am Main 1977
- mit Franz Palm: Sinnlich-humane Kommunikation durch Veränderung herrschender Tanzwerte, in: Jugendwohl 1977, S. 107–111
- Tanzen will ich: Bewegung und Tanz in Gruppe und Gottesdienst, Pfeiffer: München 1983, ISBN 978-3-7904-0386-2
- mit Maria-Regina Zohner: Meditatives Tanzen, Stuttgart: Kreuz-Verlag 1987, ISBN 978-3-7831-0844-6
- mit Maria-Regina Zohner: Bewegung und Tanz – Rhythmus des Lebens: Handbuch für die Arbeit mit Gruppen, Mainz: Matthias-Grünewald-Verlag 1988, ISBN 978-3-7867-1387-6
- mit Maria-Regina Zohner: Trauer und Abschied: Ritual und Tanz für die Arbeit mit Gruppen, Mainz: Matthias-Grünewald-Verlag 1992, ISBN 978-3-7867-1602-0
- mit Maria-Regina Zohner: Lehrerlebnis Tanz: meditatives Tanzen in Gruppen, Mainz: Matthias-Grünewald-Verlag 1997, ISBN 978-3-7867-2004-1
- mit Maria-Regina Zohner: Geschmack an Erde und Himmel: Hildegard von Bingen – ein Zugang durch Tanz und QiGong, Mainz: Matthias-Grünewald-Verlag 1998, ISBN 978-3-7867-2101-7